# Simona La Mantia
Simona La Mantia, född den 14 april 1983 i Palermo, är en italiensk friidrottare som tävlar i tresteg.
La Mantia deltog vid Olympiska sommarspelen 2004 där hon blev utslagen i försöken. Inte heller vid VM 2005 eller vid inomhus-VM 2006 tog hon sig vidare till finalen.
Hennes främsta merit kom vid EM 2010 där hon slutade på andra plats efter ett hopp på 14,56 meter.

## Personliga rekord
- Tresteg - 14,69 meter från 2005